# ويس أندرسون
ويزلي ويلز أندرسون ويشتهر باسم ويس أندرسون (بالإنجليزية: Wes Anderson) (مواليد 1 مايو 1969) هو مخرج وكاتب ومنتج وممثل أمريكي. رشح في عالم 2001 لجائزة أوسكار أفضل سيناريو عن فيلم عائلة تيننباوم.

## النشأة والحياة الشخصية
ولد في هيوستن، لعائلة لديها ثلاثة أبناء، ترتيبه الثاني بينهم. أخوه الأصغر إيريك يقوم يقوم بتصميم ديكورات أفلامه، بينما أخوه الأكبر ميل طبيب. والده مليفر لينارد أندرسون كان يعمل في مجال الدعاية والإعلان ولديه شركة علاقات عامة حالياً. أمه كانت عالمة أثار وتعمل حالياً سمسارة عقارات.
تلقى تعليمه في المدارس الخاصة، واختار مدرسته الثانية (مدرسة سانت جون) لتصبح موقع تصوير ثاني أفلامه، الذي يحمل عنوان رشمور. ومثل شخصية ماكس فيشر بطل فيلمه رشمور، كان أندرسون يقوم بكتابة المسرحيات وإخراجها في المدرسة.
درس الفلسفة في جامعة تكساس، وهناك قابل شريكه الفني الممثل أوين ويلسون. قاما سوياً بعمل فيلم قصير بعنوان الصاروخ الصغير، ثم جذب الفيلم انتباه أحد المنتجين وبمساعدة هذا المنتج استطاعا ادخال الفيلم لمهرجان صن دانس الشهير للبحث عن تمويل لنسخة طويلة من الفيلم.
يقسم أندرسون حياته بين نيويورك وباريس. أصدقاؤه هم الكاتب نواه بومباخ، الذي شاركه كتابة بعض أفلامه، أوين ويلسون الذي شاركه كتابه أفلامه. والمخرجة الممثلة صوفيا كوبولا.

## أعماله

### أفلامٌ طويلةٌ
- 1996: الصاروخ الصغير (بالإنجليزية: Bottle Rocket)
- 1998: رشمور (بالإنجليزية: Rushmore)
- 2001: عائلة تيننباوم (بالإنجليزية: The Royal Tenenbaums)
- 2004: عالم البحار مع ستيف زيسو (بالإنجليزية: The Life Aquatic with Steve Zissou)
- 2007: قطار دارجيلينج (بالإنجليزية: The Darjeeling Limited)
- 2013: مملكة بزوغ القمر (بالإنجليزية: Moonrise Kingdom)
- 2014: فندق بودابست الكبير (بالإنجليزية: The Grand Budapest Hotel)
- 2018: جزيرة الكلاب (بالإنجليزية:Isle of Dogs)
- 2021: الوفد الفرنسي (بالإنجليزية: the french dispatch)
- 2023: مدينة الكويكب (بالإنجليزية: Asteroid City)
- 2025: المشروع الفينيقي (بالإنجليزية: The Phoenician Scheme)

### أفلامٌ قصيرةٌ
- 1994 الصاروخ الصغير (بالإنجليزية: Bottle Rocket)
- 2007 أوتيل شيفالييه

## روابط خارجية
- ويس أندرسون على موقع IMDb (الإنجليزية)
- ويس أندرسون على موقع الموسوعة البريطانية (الإنجليزية)
- ويس أندرسون على موقع روتن توميتوز (الإنجليزية)
- ويس أندرسون على موقع مونزينجر (الألمانية)
- ويس أندرسون على موقع قاعدة بيانات الأفلام العربية
- ويس أندرسون على موقع ألو سيني (الفرنسية)
- ويس أندرسون على موقع ميوزك برينز (الإنجليزية)
- ويس أندرسون على موقع تيرنر كلاسيك موفيز (الإنجليزية)
- ويس أندرسون على موقع أول موفي (الإنجليزية)
- ويس أندرسون على موقع بوكس أوفيس موجو (الإنجليزية)